# 沙特羅沃區
沙特羅沃區（俄语：Шатровский район），是俄羅斯的一個區，位於該國南部，由庫爾干州負責管轄，屬於庫爾干州二十四個區之一。 它位於州北部，面積3,580平方公里，2010年該區人口為18,446人，人口密度每平方公里5.15人。
56°31′20″N 64°38′00″E / 56.52222°N 64.63333°E